# Carlos Ampié Loría
Carlos Alberto Ampié Loría (* 1961 in Costa Rica oder Nicaragua) ist Schriftsteller, beeidigter Übersetzer beim Landgericht Dresden und Dozent für Spanisch und Deutsch als Fremdsprachen. Er studierte Germanistik und Romanistik in Dresden. Seit 2005 lebt er in Dresden und arbeitet an der TU Dresden als Dozent für Spanisch und Deutsch als Fremdsprachen. 

## Publikationen (Auswahl)
- Nicaraguanische Legenden und Volkserzählungen – Spanischl/Deutsch .Hispamer – Nicaragua 2003/2008
- Mit Ullmann: Das A und O - Deutsche Redewendungen Lehrbuch für Lernende ab Niveau A2 GERS. Stuttgart: Klett 2009. ISBN 3-12558202-4)
- Las aventuras de tío coyote y tío conejo. Balada moderna en cuatro partes. Amerrisque, Nicaragua 2012.

## Literarische Übersetzungen
- El pan del Corazón / Brot des Herzens - Sammlung nicaraguanischer Lyrik - Spanisch/Deutsch, León, Nicaragua 2005
- Doce cuentos de Heinrich Böll - Spanisch - Verlag Amerrisque, Nicaragua 2011.
- La guitarra al hombro. Audio-CD .Lieder von Hans-Eckardt Wenzel. 2014
- He sacado mi esperanza a lucir. Ausgewählte Gedichte und Lieder von Hans-Eckardt Wenzel, Deutsch/Spanisch matrosenblau Verlag 2014

| Personendaten    | Personendaten                                    |
| ---------------- | ------------------------------------------------ |
| NAME             | Ampié Loría, Carlos                              |
| ALTERNATIVNAMEN  | Ampié Loría, Carlos Alberto (vollständiger Name) |
| KURZBESCHREIBUNG | Schriftsteller und Übersetzer                    |
| GEBURTSDATUM     | 1961                                             |
| GEBURTSORT       | Costa Rica oder Nicaragua                        |